# 新会城池
新会城池是中國广东省新会县城防建築的總稱，由旧城（内城）、新城（子城、外城、二重城）組成，包括城牆、城門、敌楼、警舖、雉堞、護城河等多道設施。民國初期，由於現代化城市建設，新会的城門連同城墻一併被拆除，現只作地名使用。

## 歷代城建

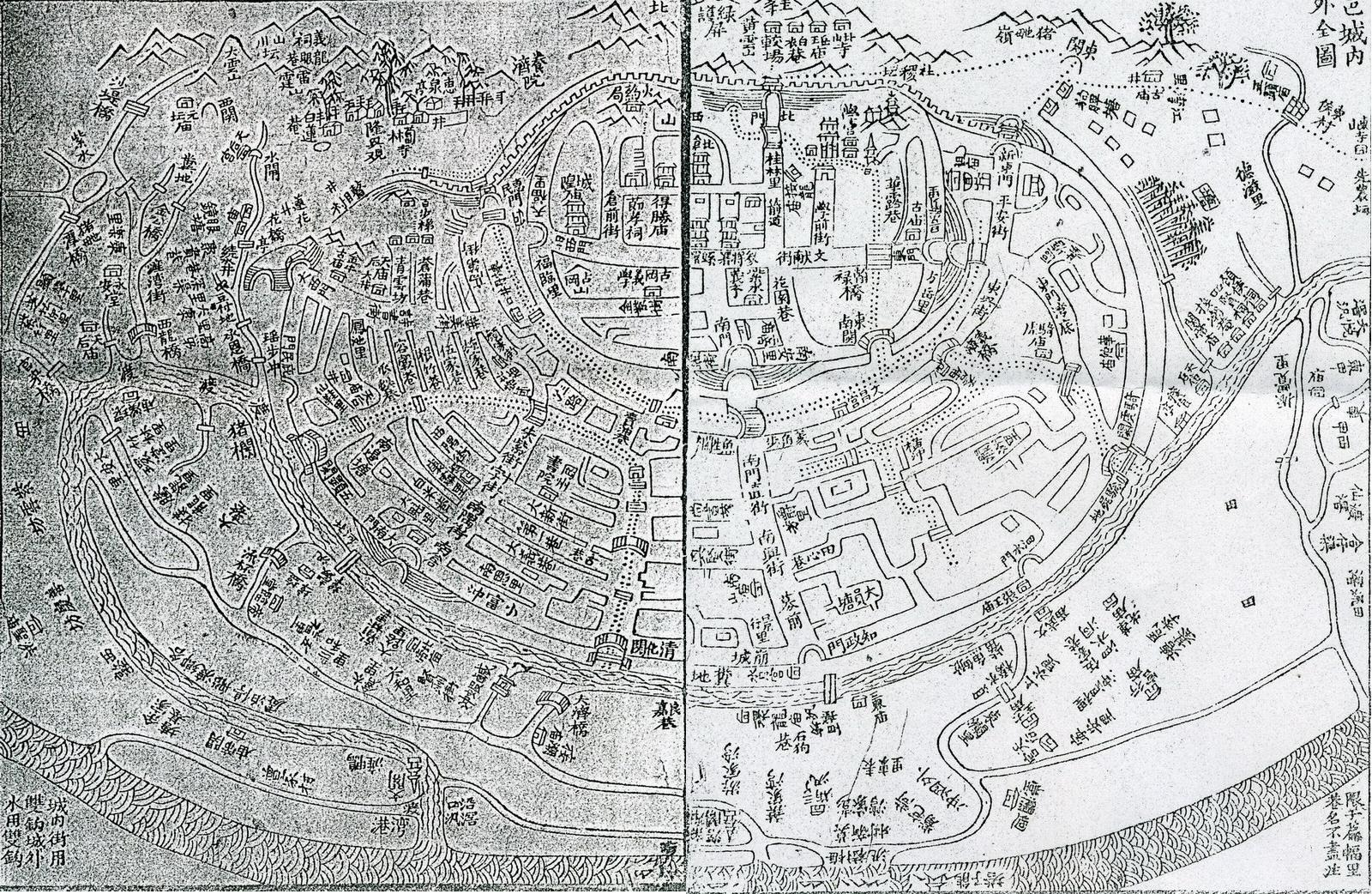
清朝道光年間繪製的《邑城内外全圖》，從中可以遍覽旧時新会的建築分佈。

新会城，隋开皇始为冈州治，唐开元二十三年（735年）以后为新会县治，直到元初，未有城郭。
元季，主簿徐聞可，以土石為料修築新會土城，不久黃斌聚眾反元，攻陷並燒燬新會城。明洪武元年（1368年）六月，朱元璋遣廖永忠捕斩久據不降的農民軍領袖黃斌，正式將新會納入明朝的版圖。十七年（1384年），新会人岑得才请置千户所及城池，是年开设，都指挥王臻领兵一千立栅镇守。二十四年（1391年），王臻再筑土城，开挖池塘环绕于城外。三十年（1397年），千戶宋斌改土城为磚石城，縣城城墙西起犀山東至馬山，周長六百六十丈，築有四座城门三个水门，其分別為东門、南門、西門、北門、西水关、北水关以及东南关，縣衙、学宫建於城內，城區面積僅1.5平方公里。城址位於今新会第一中学一帶，是為“旧城”。
天顺六年（1462年），广西傜僮叛军攻打新会，焚掠城外居民，縣丞陶魯号召、组织乡民练武参军。翌年，叛军再次攻打新会，陶魯率兵击退。鉴于前事之师，陶魯于成化十年（1474年）以蠔殼在旧城南面加築子城，内设马路，外鑿城濠（会城河），濠外又筑竹基、重堑。城墙周長一千六百八十八丈，高一丈二尺；城濠长二千一百二十五丈，深一丈五尺，阔二丈二尺；濠外竹基二千五百八十七丈；基外重堑三千一百六十八丈。
正德十一年（1516年），知县徐乾對子城進行了重修，将城墙加高至八丈。其后萬曆元年六月（1573年），兵備僉事何子明、知县伍睿号召士绅捐资，在子城基础上增修新城，周長九百六十丈，高一丈八尺。建有三座城门，分別為宾升門、镇海門、宝成門；四座便门，分別為泗水门、知政门、庇民门、惠民门；三座水门，分別為骑虎关、清化关、五显关；两座小水门，隆兴关和小富涌关。城區面積扩大两倍。形成新会城池的「凸」字形格局。由此形成的新会城佈局此後一直延續了三百多年。三十五年（1607年），知县王命璿将旧城北面用砖石增高三尺。崇禎十三年（1640年），城墙崩塌十馀处共百馀丈，知县李光熙重修。永曆元年（1647年），内外城增高三尺。八年（1654年），增建炮臺、敌楼五座。清道光十三年（1833年），东城楼塌，马山、南门、西门三处城墙共四十馀丈皆颓废。十八年（1838年），知县林星章重修。重修后旧城周长五里六百六十八丈，高、厚一丈九尺，四座城门各有高一丈的楼橹；东西角楼两座；外环水池一千六百八十丈，阔三丈，深七尺。新城由东至西长九百六十丈，高一丈八尺，厚一丈，三座城门均有楼橹。城池共有炮臺、敌楼八座；垛口一千四百四十五个。新旧两城周长共十里零一百五十七丈。是当时广东省除广州城、潮州城外，其它州县皆不及新会城。